# Chung Sye-kyun
Dans ce nom coréen, le nom de famille, Chung, précède le nom personnel Sye-kyun.
Chung Sye-kyun (en coréen : 정세균), né le 26 septembre 1950 dans le district de Jinan, est un homme politique sud-coréen. Il est Premier ministre du 14 janvier 2020 au 16 avril 2021.

## Biographie
Le 17 décembre 2019, Chung Sye-kyun est nommé au poste de Premier ministre par le président Moon Jae-in et investi par l'Assemblée nationale le 13 janvier 2020.
Il dépose sa démission le 16 avril 2021, après quinze mois passés à la tête du gouvernement. Une dizaine de jours auparavant, le Parti démocrate avait subi un revers aux élections municipales (en) à Séoul et Pusan. Le président effectue le même jour un remaniement du gouvernement et annonce la nomination de Kim Boo-kyum pour succéder à Chung.